# Jaap Schröder
Jaap Schröder (Amsterdã, 31 de dezembro de 1925 — Amsterdã, 1º de janeiro de 2020) foi um musicólogo, violinista, maestro e professor holandês. Foi uma figura importante no movimento de revivalismo da música antiga. Violinista eminente, foi muito admirado pela sua interpretação das obras para violino solo de Bach.
Schröder estudou no Conservatório de Amsterdã e depois obteve um doutorado na Sorbonne, sendo aluno de Joseph Calvet e Régis Pasquier, filiando-se à tradição violinística francesa. Foi membro do Quarteto de Cordas da Holanda por dezessete anos. Depois foi membro fundador de outros conjuntos: o Quarteto Esterházy, onde atuou de 1972 a 1982, o Quarteto Smithson (1982-1996) e o Quarteto  Skálholt, fazendo uma bem sucedida carreira na música de câmara.
Ao mesmo tempo trabalhou como musicólogo, estudando a literatura violinística dos séculos XVII e XVIII, participando de maneira proeminente no movimento de resgate da música antiga. Atuou com outros grandes nome dos movimento, como Christopher Hogwood, Gustav Leonhardt, Anner Bylsma e Frans Brüggen, participou da fundação dos conjuntos Quadro Amsterdã e Concerto Amsterdã, e deixou mais de duzentas gravações.
Por muitos anos foi diretor musical e concertista da Academy of Ancient Music em Londres e dos Smithsonian Chamber Players em Washington. Deu aulas na Universidade Yale, no Conservatório Peabody e na Escola de Artes de Banff. Na Schola Cantorum de Basileia foi o fundador e titular da cátedra de violino barroco. Recebeu o Prêmio de Honra da Asociación de Grupos Españoles de Música Antigua em reconhecimento do seu trabalho de divulgação da música antiga.